# کانی صوفی طه
کانی صوفی طه (به کوردی .)، نام یکی از محله‌های شهر مهاباد است.